# Os Outros (DC Comics)
Os Outros (no original, The Others) é uma fictícia superequipe de heróis internacionais liderados por Aquaman originada nas histórias em quadrinhos, criada por Geoff Johns e Ivan Reis foram introduzido em Aquaman (Volume 7) #7 publicadas pela editora americana DC Comics. A história explora os primeiros anos do líder do grupo, Aquaman, Arthur como um jovem problemático que passa por uma fase cheia de ira e confusão, devido à morte de seu pai e sua herança de Atlântida.

## História
Uma relíquia de grande poder foi roubada e a personagem Kahina foi morta no processo. Aquaman, ao investigar o ocorrido com a ajuda de Mera e do Professor Shin, descobre que o Arraia Negra estava envolvido. Anos atrás, antes de o Aquaman sequer pensar em lutar ao lado Liga da Justiça, ele rodou o planeta com uma equipe conhecida como Os Outros. Cada um desses seis indivíduos especiais era guardião de um poderoso artefato atlante vindo de tempos ancestrais, capaz de conceder poderes assombrosos. No entanto, durante esses anos, o Senhor dos Mares e seus companheiros fizeram um inimigo implacável, alguém que prometeu nunca descansar até destruir tudo o que o herói já amou… não importando o que fosse necessário sacrificar para tanto.

## Membros

### Ya'Wara
Guerreira indígena brasileira que vive nas profundezas da selva amazônica, tem um jaguar, e amiga de Aquaman, com quem compartilhavam uma conexão telepática. Ya’Wara é um membro da Tapirapé, uma tribo indígena que vive na floresta amazônica. Ela tornou-se ciente de que Arraia Negra tinha matado Kahina, um outro membro dos Outros. Acreditando Stephen Shin tinha ajudado no assassinato, ela voltou para sua casa e tentou matá-lo enquanto Aquaman e sua esposa Mera estavam visitando Shin.

### Kahina, A Vidente
Kahina é uma iraniana do Teerã com trajes típicos do oriente médio, como burca, e com poder de visão do futuro. Assassinada pelo Arraia Negra. O vilão afirma que Aquaman irá perder tudo que ele se importa assim como o Arraia Negra perdeu. Então, Arraia Negra revista a mulher e encontra um objeto dourado e parte levando aquilo consigo.

### O Agente (Joshua Cole)
Organizador de missões, é agente secreto que secretamente trabalha com governos em todo o mundo, com conexões profundas com todos os governos conhecidos e a capacidade de solicitar favores de agências como o FBI, MSS e a Organização de Segurança Interna de Uganda.

### P.D.G.
Prisioneiro de Guerra (Dominick Torrez) é um veterano militar que absorveu a consciência de companheiros mortos guerra. Mantido em cativeiro por anos e o único sobrevivente de seu esquadrão, para ser e se sentir como uma vítima sem rosto da guerra. Um que agora estava lutando por sua liberdade e identidade. Mas sua identidade é obscurecida por os poderes misteriosos que ele ganhou depois que seus companheiros soldados foram mortos.

### Vostok-X
Ex-cosmonauta russo. Concebido em um teste controlado a bordo de uma estação espacial russa, o homem conhecido como Vostok-X foi geneticamente projetado para ser o cosmonauta perfeito. Maior resistência, maior força e inteligência e, o mais importante, para os cientistas que supervisionam o projeto, ele foi psicologicamente programado através de intensa experimentação para abraçar o isolacionismo humano. Vostok se esforça para fazer conexões emocionais com outras pessoas. Vostok-X foi a décima tentativa de criar o cosmonauta perfeito. Dizem que os outros não sobreviveram.